# Phyllonorycter stigmaphyllae
Phyllonorycter stigmaphyllae là một loài bướm đêm thuộc họ Gracillariidae. Loài này có ở Cuba.
Ấu trùng ăn Stigmaphyllon sagraeanum. Chúng ăn lá nơi chúng làm tổ.